# 스노클 필러

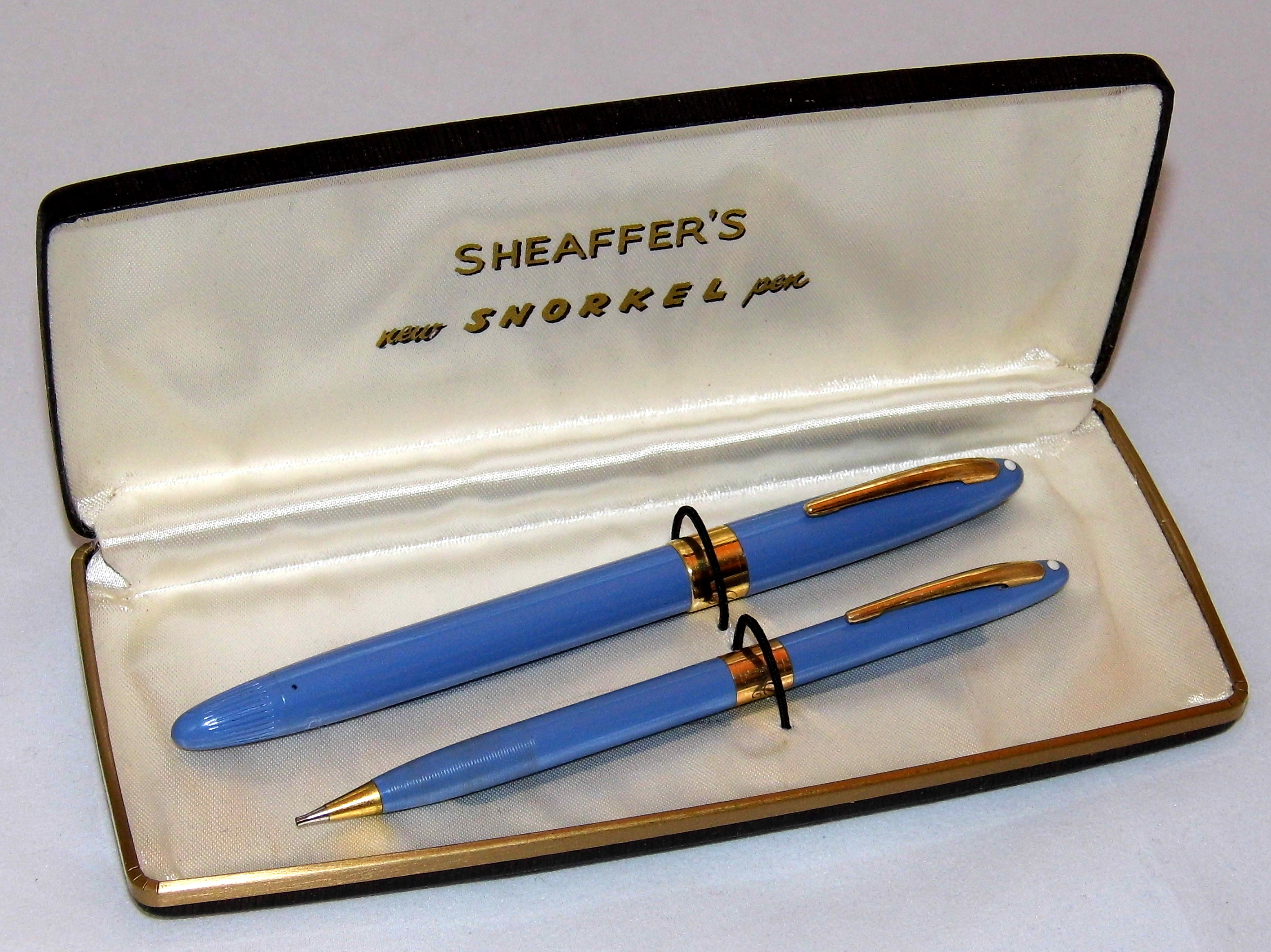
위의 펜이 스노클 필러를 채용하였다.

스노클 필러(영어: Snorkel Filler)는 만년필에서 뒤의 노브를 돌려 피드의 앞으로 스노클이 나오게 하여 그 스노클만 잉크에 담가 잉크를 충전하는 것 또는 그 방식을 말한다. 쉐퍼에서 개발하였고 플런저 필러와 유사하다. 노브를 돌리면 스노클이 나오고 나머진 터치다운 필러와 동일하다.
주입 영상